# Пронский, Пётр Иванович
Князь Пётр Иванович Пронский (умер 1652) — боярин и воевода, сын князя Ивана Васильевича Пронского.

## Служба
В 1608 году князь Пётр Иванович Пронский присутствовал на свадьбе царя Василия Ивановича Шуйского с Марией Петровной Буйносовой-Ростовской. Во время церемонии князь П. Пронский, бывший у «другой свечи» с князем Михаилом Мезецким, бил челом на князя Одоевского, бывшего у «большой свечи». Царь Василий Шуйский принял сторону князя Петра Пронского и заменил князя Одоевского князем Борисом Андреевичем Хилковым.
В 1613 году князь Пётр Пронский был одним из кандидатов в цари, а проиграв, присутствовал на церемонии венчания на царство Михаила Фёдоровича Романова. Был одним из десяти стольников, шедших перед царем из царских палат в соборную церковь.
В том же 1613 году был назначен воеводой в Холмогоры, где пробыл три года. Во время его воеводства на Холмогоры совершили нападение польско-литовские и казацкие шайки. Некоторые из нападавших были взяты в плен, на допросах они сообщили о численности своих отрядов и об именах своих атаманов. Холмогорский воевода князь П. И. Пронский пересылал эти расспросные речи царскому правительству в Москву.
В 1616—1617 годах князь Пётр Пронский принял участие в русско-польской войне. Воеводы Пётр Пронский и Иван Колтовский были отправлены царем в Дорогобуж, но не смогли вступить в город, который был осажден поляками. По царскому указу воеводы Пётр Пронский и Иван Колтовский укрепились в Вязьме, оттуда должны были помогать осажденному гарнизону Дорогобужа, «промышлять над литовскими людьми». В 1617 году польский королевич Владислав во главе армии подступил к Дорогобужу. Местный воевода Ададуров сдал город польскому королевичу. При приближении Владислава к Вязьме воеводы, князья Пётр Иванович Пронский и Михаил Васильевич Белосельский, вместе с гарнизоном бежали из Вязьмы в Москву. По царскому распоряжению воеводы были высечены кнутом и сосланы в Сибирь. Князь Петр Иванович Пронский был сослан в Туринский острог, а его имущество было конфисковано.
В 1622 году князь Пётр Иванович Пронский, возвращенный из ссылки в Москву, обедал у царя Михаила Фёдоровича. В 1624—1625 годах был на воеводстве в Брянске. В 1625—1629, 1633, 1634 и 1637 годах Пётр Пронский обедал у царя в торжественные дни, а в феврале 1626 года присутствовал на второй свадьбе царя Михаила Фёдоровича с Евдокией Лукьяновной Стрешневой. В 1627 году получил назначение на пограничную службу в Путивль. В 1628 году присутствовал при приёме персидского посланца.
В 1629—1631 годах князь Пётр Иванович Пронский был воеводой в Томске. Оттуда он сообщал царю о распоряжениях, какие были им сделаны по доставке в Кузнецкий острог бежавших оттуда служилых людей и пашенных крестьян.
В 1633—1634 годах Петр Иванович Пронский присутствовал во Владимирском Судном приказе, в 1634—1636 годах был воеводой в Вязьме. В 1639 году был назначен воеводой в Псков.
В 1639—1643 годах князь Петр Иванович Пронский находился на воеводстве в Тобольске. По царскому приказу оказывал содействие воеводе П. П. Головину, посланному строить крепость Якутск.
22 апреля 1647 года князь Пётр Иванович Пронский получил боярство, а на следующий день во время поездки царя Алексея Михайловича в село Покровское был оставлен ведать Москву. В январе 1648 года присутствовал на свадьбе царя Алексея Михайловича с Марией Ильиничной Милославской.

## Семья
Отец: Пронский, Иван Васильевич.
Жена с 1624 года: Мария Григорьевна Колычева — дочь Григория Фёдоровича Гущи-Колычева.
Дети:
- Михаил (ум. 1654) — стольник, воевода и боярин.
- Иван (ум. 1683) — боярин и воевода.